# Gipskeuper

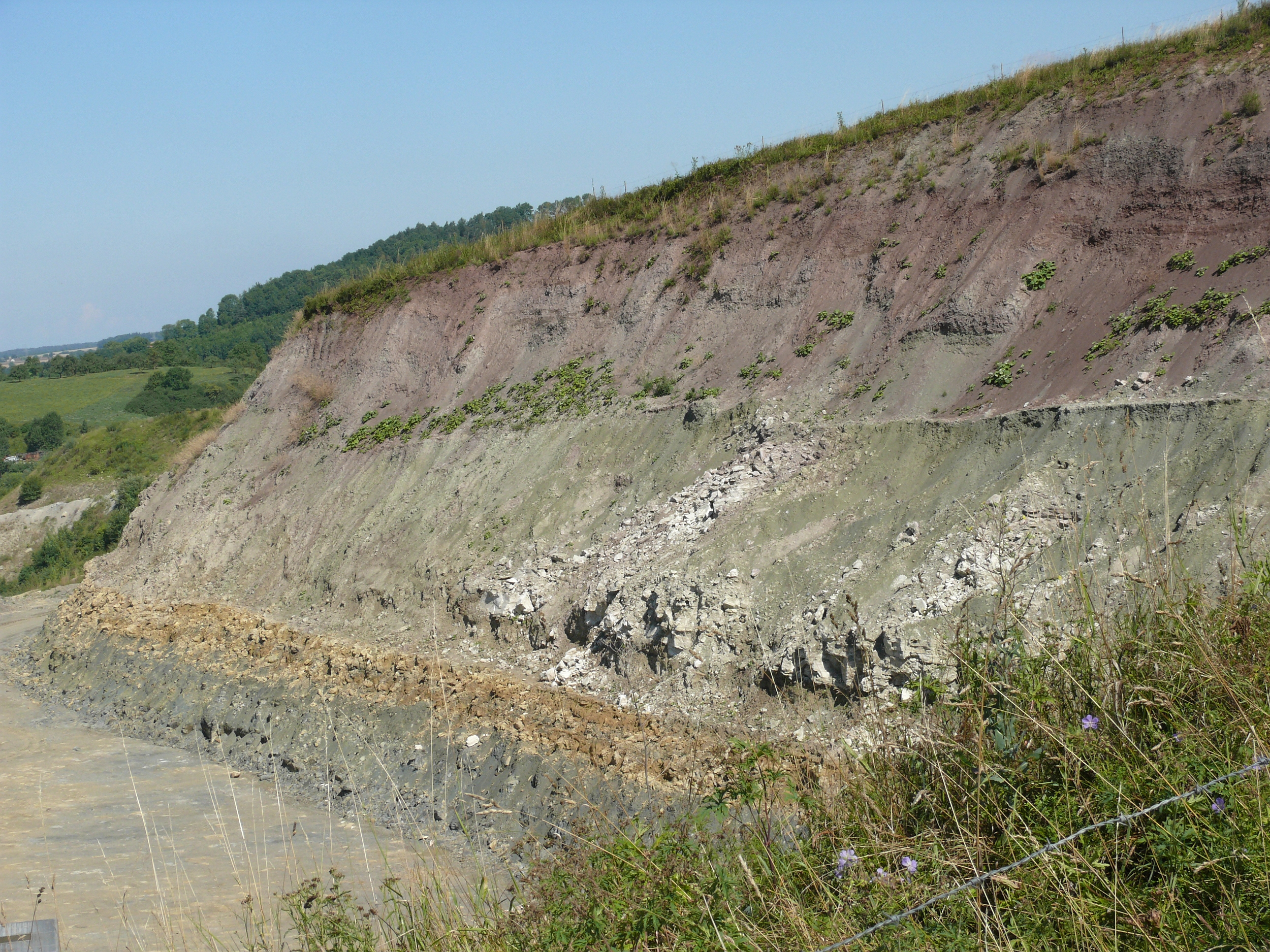
Aufschluss im Unterkeuper-Mittelkeuper-Grenzbereich bei Vellberg-Eschenau: Über dem gelben Grenzdolomit beginnt der durch rote Farben charakterisierte Untere Gipskeuper

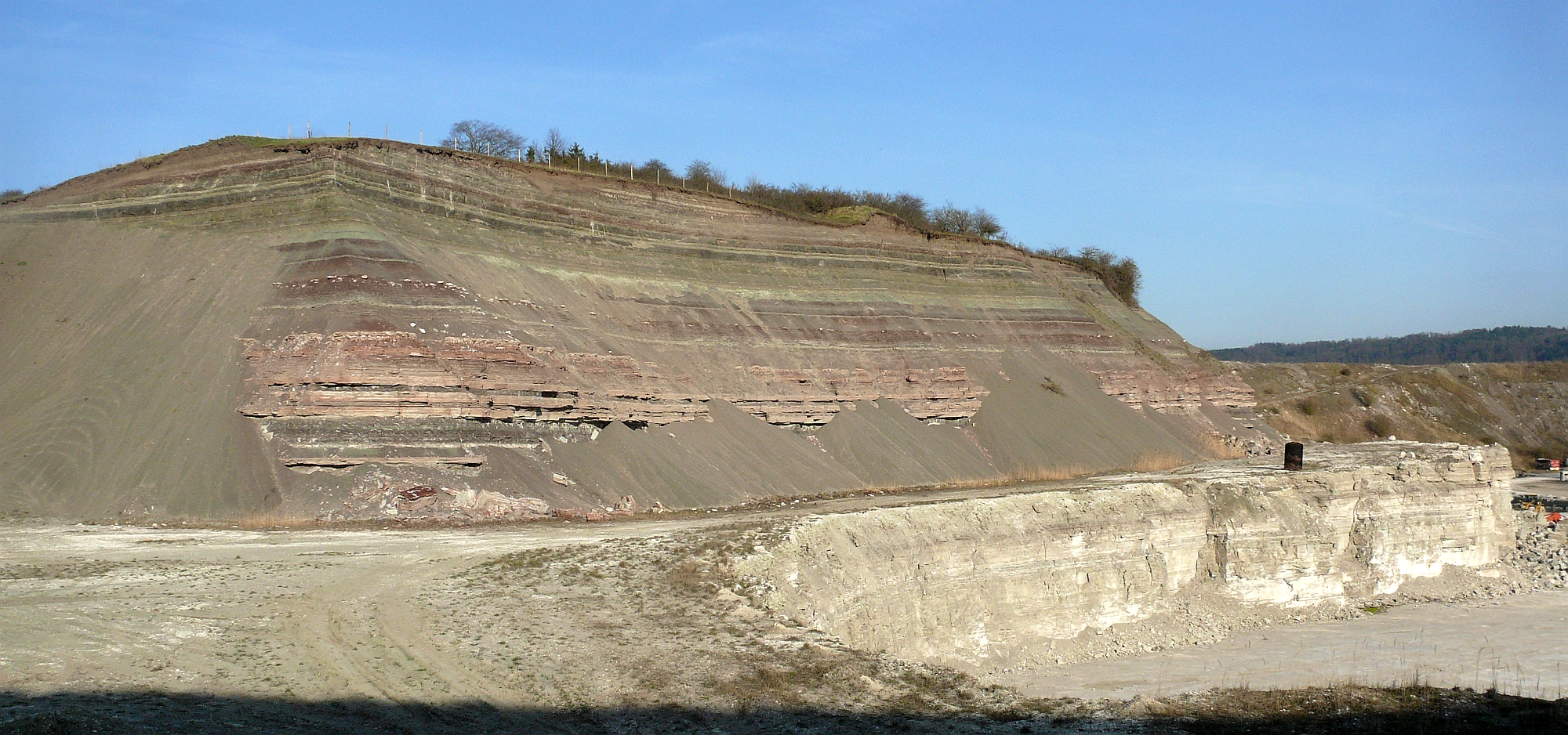
Gipskeuper am Äulesberg (Grabfeld-Formation) bei Vellberg

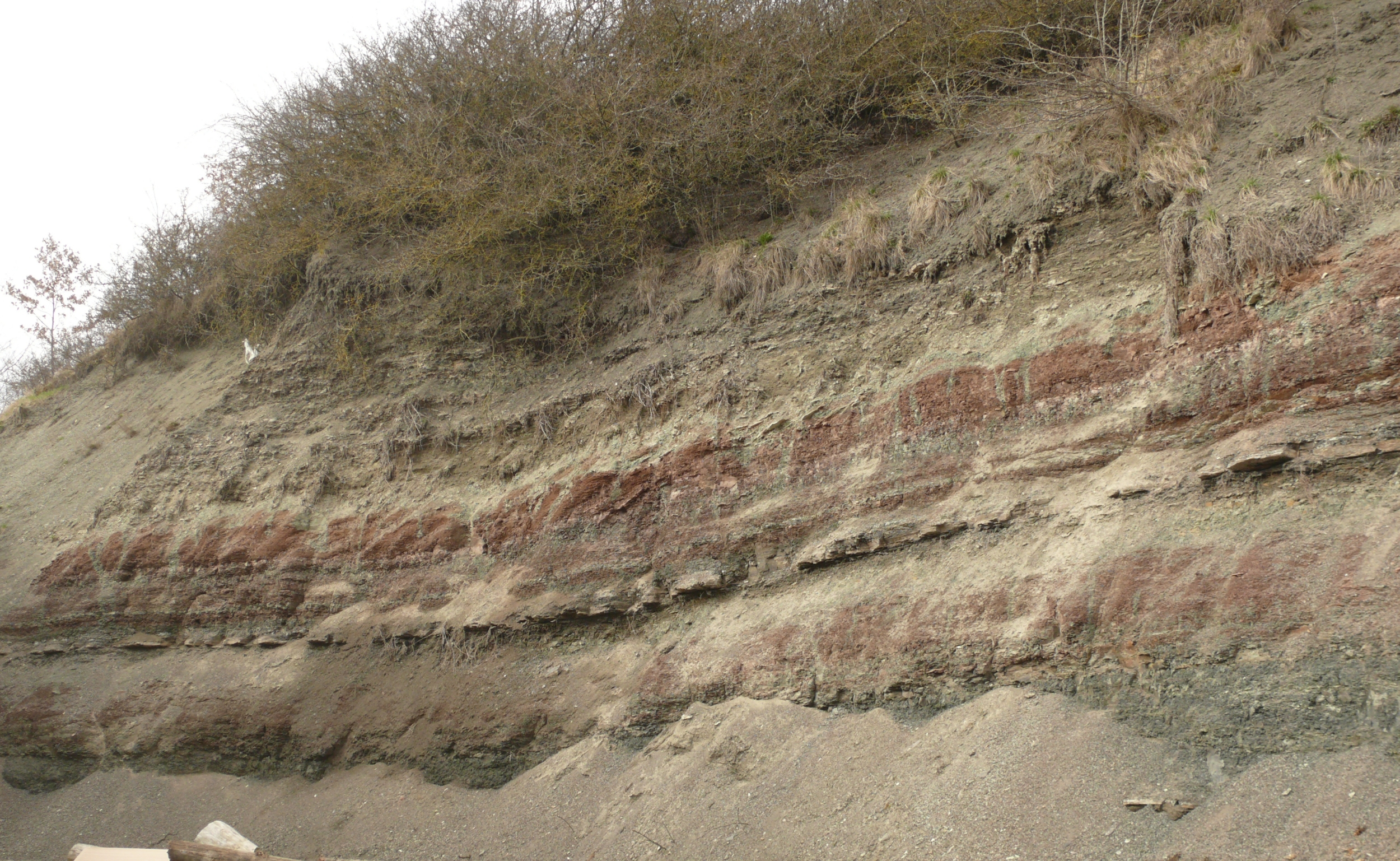
Oberer Teil des Unteren Gipskeupers (Grabfeld-Formation) bei Frankenhardt

Der Gipskeuper ist eine historisch weit verbreitete geologische Kartiereinheit des unteren Abschnitts des Mittleren Keupers der Germanischen Trias. Der Gipskeuper wird vorwiegend aus bunten, überwiegend rötlichen Tonsteinen mit Einlagerungen von Gips-, Anhydrit- und Steinsalzlagen gebildet. Aufgrund der Löslichkeit der Sulfat- und Salzgesteine (Subrosion) sind Gipskeuper-Landschaften häufig durch Subrosionsformen wie Dolinen und Erdfälle charakterisiert. Der Keuper-Gips deckt gegenwärtig etwa die Hälfte des deutschen Natursteingipsbedarfs.
Gipskeuperablagerungen sind im Untergrund des Norddeutschen und Thüringer Beckens, im Steigerwald, der Filderebene, der Fränkischen und Schwäbischen Alb und am Rand zahlreicher Mittelgebirge verbreitet. Die Fossilführung im Gipskeuper ist sehr gering.

## Klima und Ablagerungsbedingungen

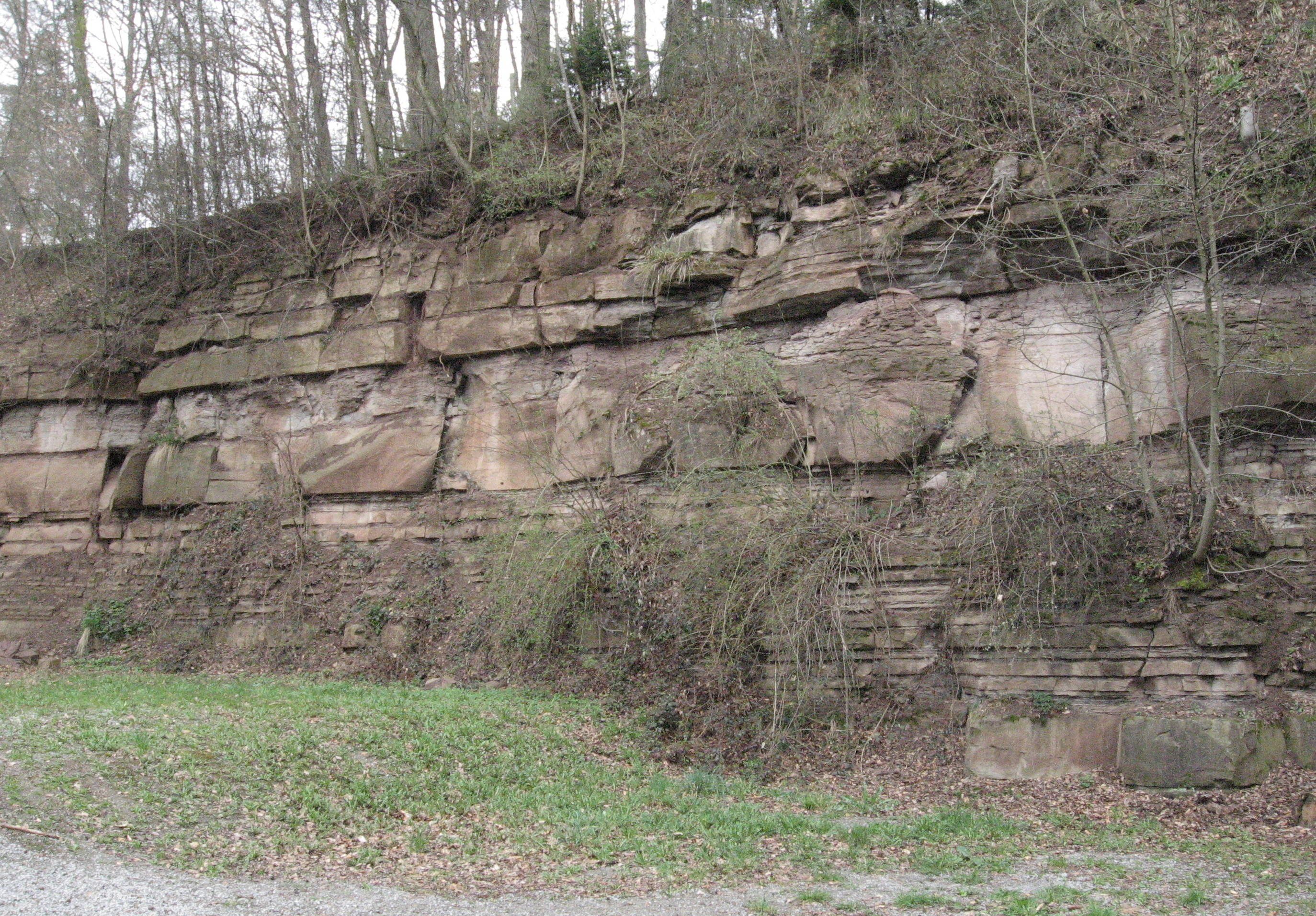
Schilfsandsteinbruch am Eichelberg bei Bühlerzell

Im Mittleren Keuper herrschten in Europa kontinentale Ablagerungsbedingungen vor. Aufgrund einer generellen Hebung Mitteleuropas seit Beginn des Keupers wurde der Meereseinfluss stark zurückgedrängt. An den Rändern des kontinentalen, teilweise brackisch-lagunären Sedimentbeckens sind verstärkt Sedimenteinträge aus umgebenden Hochgebieten, wie beispielsweise von der Vindelizischen Schwelle im Südosten zu beobachten.
In den flachen Lagunenbereichen konnten sich bei warmen und trocknen Klimabedingungen Karbonate, Sulfate (Gips, Anhydrit) und Steinsalze ausscheiden. Zeitweilig wurden diese flachen Lagunenbereiche von mäandrierenden Flüssen durchzogen, die sandige Sedimente ablagerten, die heute als Sandsteineinschaltungen innerhalb des Gipskeupers zu beobachten sind.
Generell zeigen die vorwiegend roten Gesteinsfarben, Trockenrisse sowie das Vorhandensein von Gipskrusten und Salzlagern die ariden und trockenen Klimabedingungen an.

## Geschichte der Erforschung
Der Terminus „Gipskeuper“ wurde 1866 durch Carl Wilhelm von Gümbel eingeführt. Gümbel fasst unter diesem Begriff die untersten drei Schichtenfolgen des Mittleren Keupers, den Grundgyps (heute Grabfeld-Formation), den Schilfsandstein (heute Stuttgart-Formation) und den Berggyps (heute Steigerwald-Formation) zusammen.
Die Erforschung dieser Gesteins-Formation geht einher mit dem sprunghaft steigenden Gipsverbrauch gegen Ende des 19. Jahrhunderts, wo in Deutschland während der Gründerzeit ein großer Bedarf an Gips für Stuckarbeiten zu verzeichnen war.

## Lithologien
In Norddeutschland wird der Gipskeuper aus einer Schichtenfolge roten, grünen und grauen Tonmergelsteinen und dolomitischen Tonsteinen gebildet, in die lagenweise Gips und Anhydrit eingelagert sein können. In Schleswig-Holstein, im Emsland und der Unterweser enthält die Schichtenfolge zwei Salzlager von 250–300 m Mächtigkeit, die als teilweise resedimentierte Zechsteinsalze in stark eingetieften Randsenken durchbrochener Salzdiapire angesehen werden.
In Mecklenburg-Vorpommern wird der durchschnittlich 200–320 m mächtige Gipskeuper durch den 25–90 m mächtigen Schilfsandstein in zwei voneinander getrennte Schichtenfolgen – dem Unteren und Oberen Gipskeuper – untergliedert. Der in Flussrinnen abgelagerte Schilfsandstein wird hier aus Sandsteinen, Grauwacken und Brekzien aufbaut. Die Breite der fluviatilen Rinnen schwankt in Norddeutschland zwischen 1 und 15 km. Größtenteils sind sie NE-SW bzw. NW-SE ausgerichtet. Der Schilfsandstein ist weit im heutigen Mitteleuropa verbreitet, von Skandinavien, Südpolen über Norddeutschland, das Thüringer Becken bis in den süddeutschen Raum.
Der Untere Gipskeuper wird in Norddeutschland aus einer Wechsellagerung von bunten, roten, grünen, grauen Tonsteinen aufgebaut, in die knollige oder massige Anhydritlagen eingeschaltet sind. Seltener treten dolomitische Einlagerungen auf und im höheren Profilabschnitt sind Steinsalzablagerungen zu finden.
In Mecklenburg-Vorpommern schwankt die Mächtigkeit des Oberen Gipskeupers vor allem in Abhängigkeit von der Beeinflussung des Untergrundes durch die Salztektonik (Halokinese). Auf einigen tektonischen Schwellen und Hochlagen im Untergrund, wie z. B. der Rügen-Schwelle und der Südwestmecklenburg-Hochlage, fehlt der Obere Gipskeuper völlig.
Der Obere Gipskeuper wird in Norddeutschland aus einer Wechsellagerung von braunroten Tonsteinen mit knolligen und massigen Anhydritlagen gebildet. In den höchsten Profilabschnitten ist eine 20 m mächtige Anhydritbank eingelagert, die dem thüringischen Heldburg-Gips entspricht. Steinsalz ist im Oberen Gipskeuper lediglich aus der Gegend von Grevesmühlen und Mirow bekannt.
In Ostwestfalen und in Hessen erreichen die Gipskeuper-Sedimente eine Mächtigkeit von 160 bis 190 m (Raum Herford-Bielefeld) bzw. 100 bis 140 m (Hessische Senke). In Richtung auf die damaligen Festländer, wie das Rheinische Schiefergebirge und den Harz gehen die Mächtigkeiten rasch zurück.

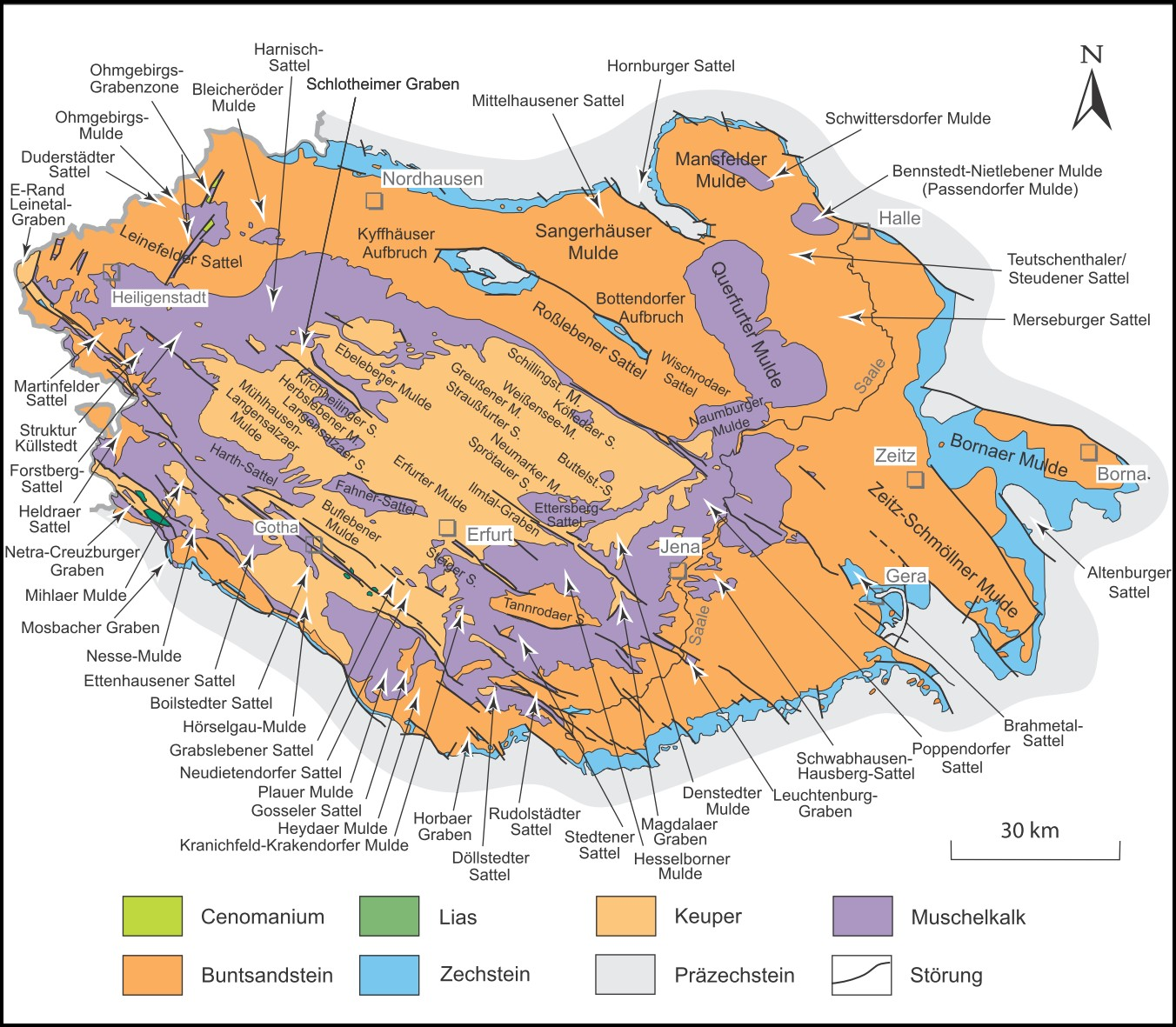
Geologische Karte des Thüringer Beckens

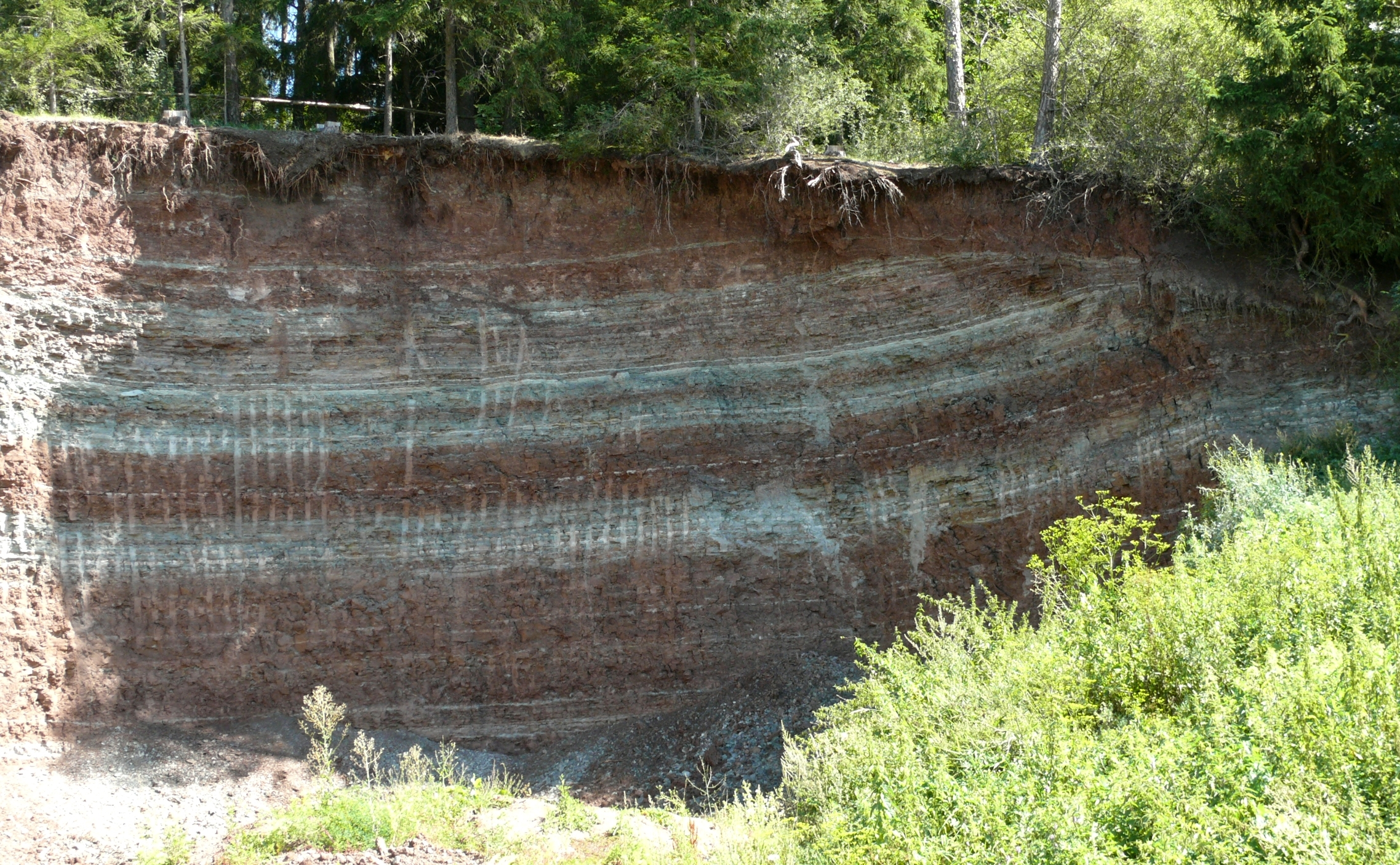
Aufschluss der Lehrbergschichten (Oberer Gipskeuper) auf der Frankenhöhe in Südwestfranken

In Thüringen lässt sich der Untere Gipskeuper in vier Abschnitte gliedern:
- Obere Gipsmergel
- Graue Steinmergelschichten
- Mittlerer Gipsmergel (Oberer Teil der Myophorienschichten): graue Mergel, im oberen Profilabschnitt graue und rote Mergel mit Gips und Anhydrit
- Unterer Gipsmergel (Unterer Teil der Myophorienschichten): 5–12 m grünlichgraue Mergel mit Gipseinlagerungen (Grundgips) und einer Bleiglanz-Bank am Top des Unteren Gipsmergel

Der Obere Gipskeuper wird in Thüringen von der Unteren Gipskeuperfolge durch den maximal 60 m mächtigen Schilfsandstein getrennt. Der Obere Gipskeuper lässt sich in Thüringen ebenfalls in 4 Abschnitte gliedern.
- Heldburg-Gipsmergel: graue Tonmergel mit Gipseinlagerungen
- Bunte Mergel: rote bis rotbraune, untergeordnet grüne und graue Mergel mit Knollengipslagen
- Lehrbergschicht: rote Mergel, wechsellagernd mit grünen und grauen Mergeln und einer charakteristischen Fauna (u. a. mit der Schnecke Promathilda theodorii)
- Rote Wand: rote und violette Tonsteine wechsellagernd mit grünen Tonsteinen und vorwiegend knolligen Gipslagen

Im zentralen Thüringer Becken sind auch geringmächtige Steinsalzeinlagerungen zu finden.
In einigen Teilen Süddeutschlands sind die kompakten Gipslager nicht ausgebildet. Aufgrund der charakteristischen Verwitterung der Tonsteine zu einem Grus und Gesteinsschutt werden solche Gesteine lokal als „Leberkiese“ (Leber altdeutsch für Berg, d. h. „Grus aus dem Berg“) bezeichnet.

## Stratigraphische Einstufung
Die stratigraphische Einstufung des Gipskeupers variiert in Abhängigkeit vom geografischen Faziesraum. Die moderne stratigraphische Korrelation erfolgt nach Vorgaben des Lithostratigraphischen Lexikons der Bundesanstalt für Geowissenschaften und Rohstoffe (Litholex):

### Württembergischer und Hessischer Gipskeuper

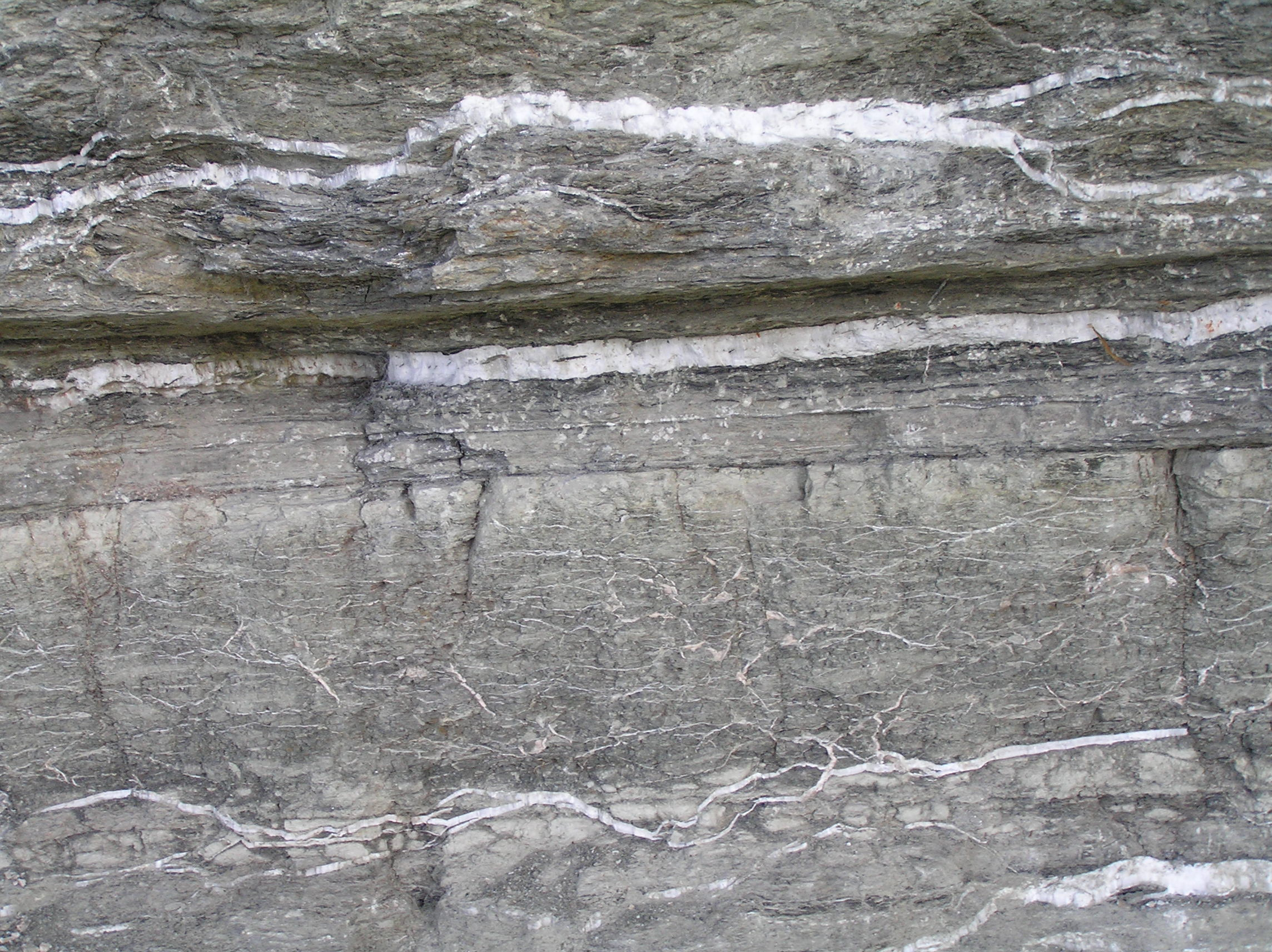
Gipskeuper-Aufschluss am Wurmlinger Kapellenberg

Der Gipskeuper im württembergischen Raum wurde erstmals 1834 von Friedrich von Alberti beschrieben. Im hessisch-württembergischen Raum beginnt der Gipskeuper mit den ersten gipsführenden Schichten oberhalb des „Schwäbischen Grenzdolomits“, umfasst die Grabfeld-Formation des Mittleren Keupers und reicht bis zur Basis des Schilfsandsteins der Stuttgart-Formation. Der württembergische und hessische Gipskeuper umfasst somit eine stratigraphische Reichweite von der Grenze Ladinium / Karnium bis zum Unteren Karnium (unterer Teil des Mittleren Keupers, 235 bis 332 Millionen Jahre).
Der Gipskeuper ist in dieser Region besonders im württembergischen Anteil des Schwäbisch-Fränkischen Stufenland sowie in der Hessischen Senke verbreitet.

### Badischer Gipskeuper

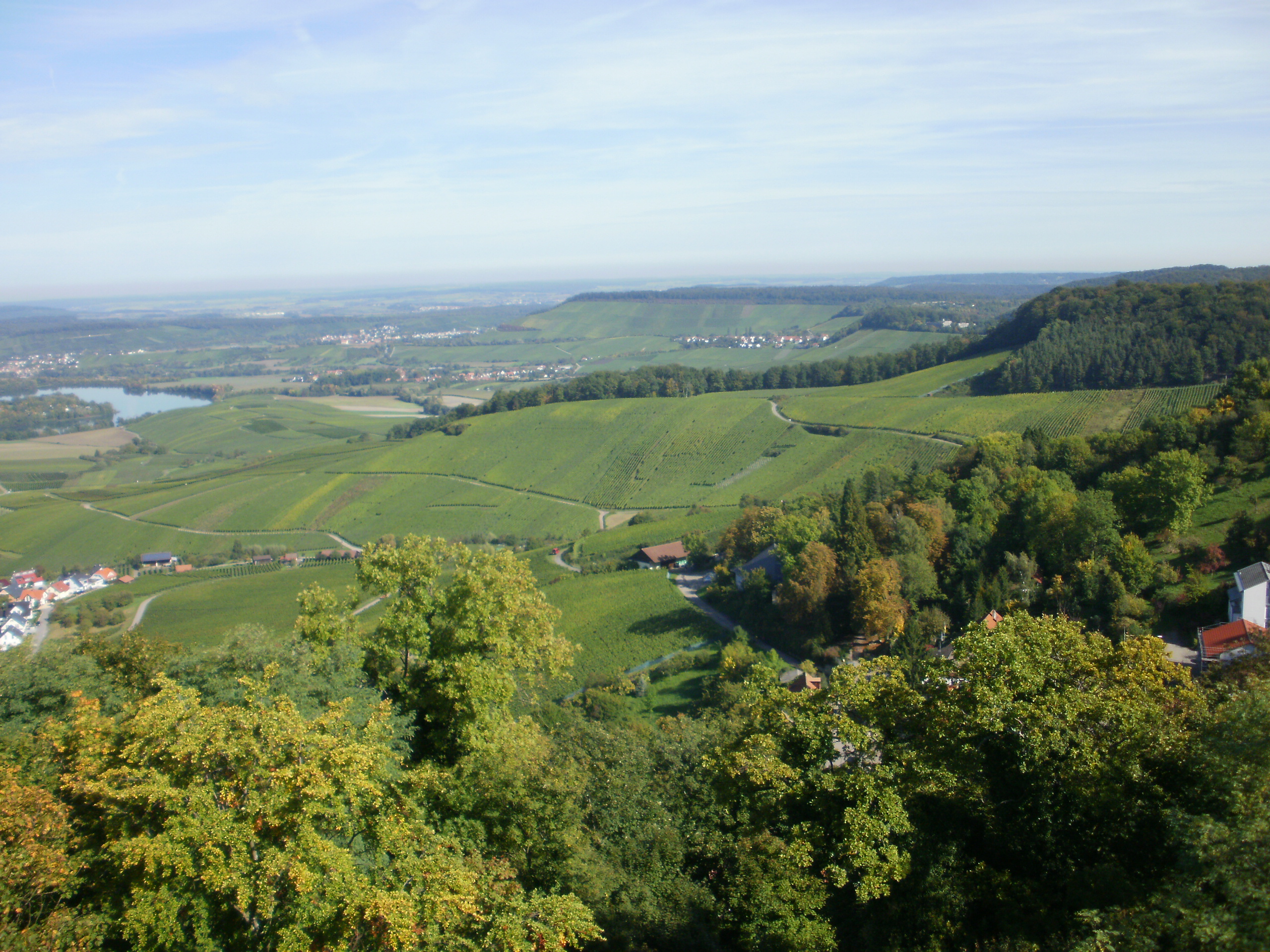
Die Keuperschichtstufe im Nordwesten der Schwäbisch-Fränkischen Waldberge bei Löwenstein. Der Talgrund wird hier durch Gipskeuper gebildet, während die Hänge und Schichtstufen durch jüngere Keuperablagerungen (Sandsteine und Bunte Mergel) aufgebaut werden.

Die ersten Beschreibungen des badischen Gipskeupers erfolgten 1896 durch Hans Thürach und zusammenfassend 1916 durch Wilhelm Deecke. Der badische Gipskeuper setzt an der Basis des Böhringen-Sulfats (Erfurt-Formation) direkt über dem Badischen Grenzdolomits an und reicht stratigraphisch bis an den ersten Sandstein innerhalb der Löwenstein-Formation. Somit umfasst hier die Gipskeupersedimentation einen Zeitraum vom Obersten Ladinium bis Mittleren Norium. (235-215 Millionen Jahre). In Baden sind Gipsmergelablagerungen im Schwäbischen-Fränkischen Stufenland und im Oberrheintalgraben verbreitet.
Nach einer Erdwärmebohrung im Jahre 2007 kam es in Staufen im Breisgau zu Hebungsrissen.

### Fränkischer Gipskeuper
Der Fränkische Gipskeuper wurde erstmals 1866 durch Carl Wilhelm von Gümbel beschrieben. In Franken beginnt der Gipskeuper mit den ersten gipsführenden Schichten am Top des sogenannten Fränkischen Grenzdolomites (Erfurt-Formation) und reicht hier bis zur Basis der ersten Sandsteine der Hassberge-Formation. Im Bereich der Ränder zu den damaligen Festlandschwellen, wie dem Vindelizischen Land herrschten zum Teil etwas andere Sedimentationsbedingungen vor (Benk-Formation). Im fränkischen Raum umfasst die stratigraphische Reichweite des Gipskeupers die Grabfeld-Formation bis Steigerwald-Formation, einschließlich der Sonderfazies der Benk-Formation. Die Gipskeupersedimente umfassen somit einen Zeitabschnitt vom Oberen Ladinium bis zum Mittleren Karnium (235 bis 230 Millionen Jahre). Der Gipskeuper ist in dieser Region besonders in den Mittelgebirgen, insbesondere im fränkischen Anteil des Schwäbisch-Fränkischen Stufenland verbreitet.

### Thüringischer Gipskeuper
Der Gipskeuper wurde in Thüringen zuerst 1839 von Heinrich Credner beschrieben. In Thüringen setzt der Gipskeuper unmittelbar im Hangenden des Thüringer Grenzdolomites (Erfurt-Formation) ein, der eine äquivalente Ablagerung zum Fränkischen Grenzdolomit darstellt. Die tonige Salinarfazies des Gipskeupers reicht in Thüringen bis zum sogenannten Heldburggips. Der Ablagerungszeitraum des Gipskeupers umfasst hier somit das gesamte Karnium (235 bis 221 Millionen Jahre).
In Thüringen ist der Gipskeuper am Rand der Thüringer Mittelgebirge und im Thüringer Becken weit verbreitet.

### Norddeutscher und westfälischer Gipskeuper
Der Nordwestdeutsche Gipskeuper, der meist an den Rändern der Mittelgebirge wie dem Weserbergland sowie im Untergrund des Norddeutschen Tieflandes und dem Leinegraben auftritt, wurde zuerst 1892 von Robert Kluth für das Weserbergland und Alexander Tornquist 1894 für die Umgebung von Göttingen beschrieben.
Der Norddeutsche und westfälische Gipskeuper umfasst hier den gesamten Mittleren Keuper (Grabfeld-, Stuttgart- und Weser-Formation von 235 bis 221 Millionen Jahren). Die durchschnittliche Mächtigkeit der Gipskeuperablagerungen in Nord- und Westdeutschland beträgt 250 bis 400 m. In tektonischen Grabenstrukturen sind auch stellenweise wesentlich größere Mächtigkeiten, im Glückstadt-Graben an der Unterelbe sogar über 4500 m abgelagert worden.